# Voyage (Ayumi Hamasaki)
Voyage è un brano musicale della cantante giapponese Ayumi Hamasaki, pubblicato come suo ventottesimo singolo il 26 settembre 2002. Voyage ha debuttato alla vetta della classifica Oricon dei singoli più venduti, vendendo oltre 319 020 copie nella prima settimana e rimanendo in vetta alla classifica per tre settimane consecutive. In totale il singolo ha venderà 679 463 copie ed è diventato il nono singolo più venduto in Giappone dell'anno. Il brano è stato utilizzato come tema del film giapponese Tsuki ni Shizumu e come sigla finale del dorama televisivo My Little Chef con Hiroshi Abe e Aya Ueto.

## Tracce
CD singolo
Testi e musiche di Ayumi Hamasaki e D.A.I
1. Voyage
2. Hanabi (Electrical Bossa Mix) - 5:06
3. Independent (Sugiurumn Mix) - 5:46
4. Voyage (Instrumental) – 5:08

## Classifiche
| Classifica (2003)           | Posizione |
| --------------------------- | --------- |
| Oricon Weekly Singles Chart | 1         |
| Oricon Yearly Singles Chart | 9         |